# USTA Billie Jean King National Tennis Center

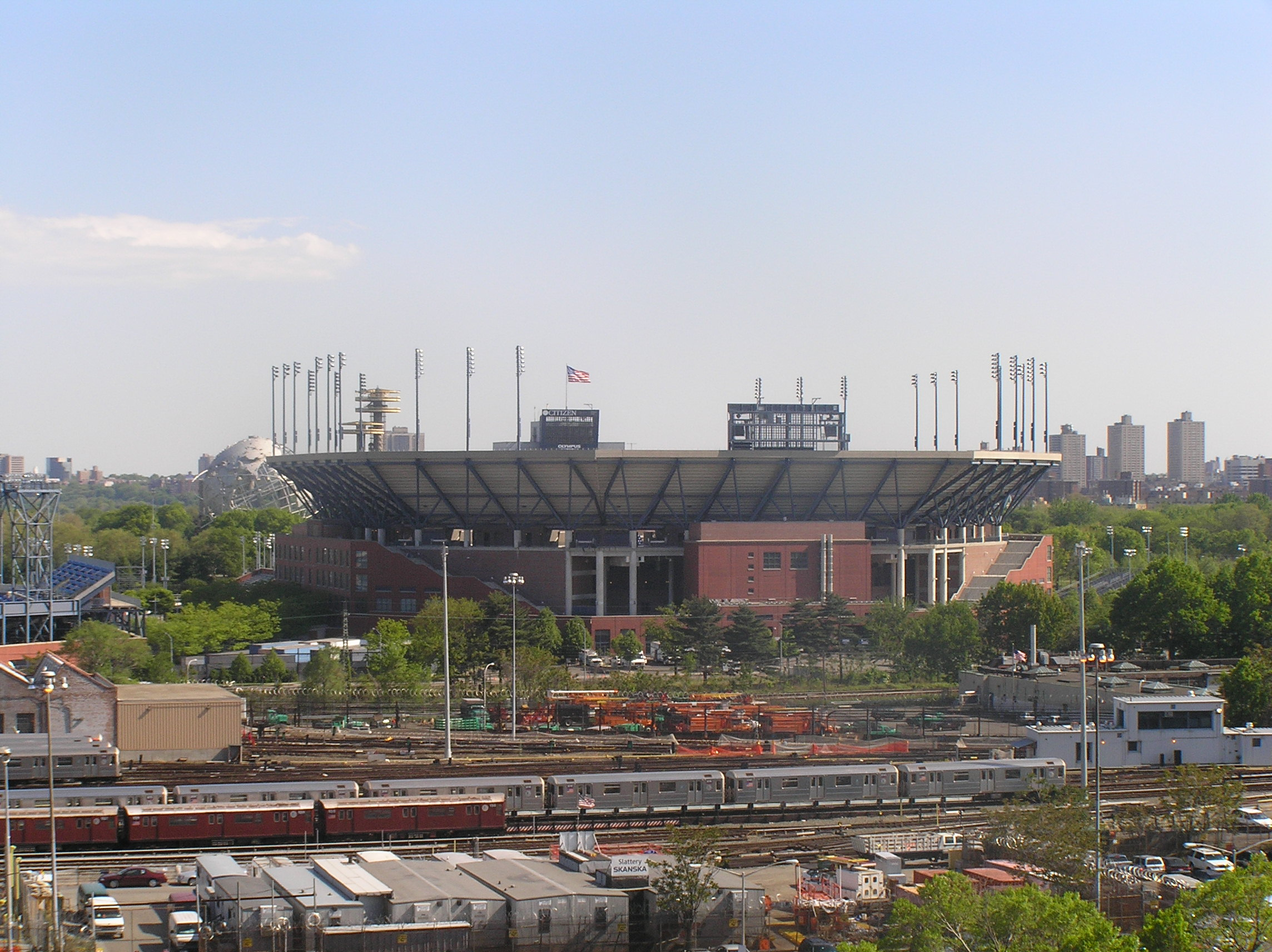
Blick auf das Arthur Ashe Stadium

Das USTA Billie Jean King National Tennis Center ist das nationale Tenniszentrum der Vereinigten Staaten und liegt in Flushing Meadows, im New Yorker Stadtteil Queens. Das Zentrum ist im Besitz der United States Tennis Association (USTA). Hier findet jährlich das vierte Grand-Slam-Tennisturnier, die US Open, statt. Das Arthur Ashe Stadium, größtes reines Tennisstadion der Welt, ist das Wahrzeichen der Anlage.
Am 28. August 2006 wurde das Tenniszentrum nach Billie Jean King, einer ehemaligen amerikanischen Tennisspielerin benannt.

## Geschichte
Die Idee für ein neues Tenniszentrum kam W. E. Hester (dem werdenden Präsidenten der USTA) im Januar 1977, als er den Singer Bowl im Stadtteil Queens auf seinem Weg zum LaGuardia Airport überflog. Das Stadion wurde für die Weltausstellung 1964 errichtet und wurde seitdem nicht mehr genutzt. Hester fragte die Stadt, ob sie der USTA das Gelände für die neue Heimat der US Open überlassen würde. Das Gelände konnte schon ein Jahr später im August 1978 eröffnet werden. Der alte Singer Bowl wurde in zwei Tennisstadien umgebaut. Der Hauptplatz wurde nach Louis Armstrong benannt und bot 18.000 Zuschauern Platz. Das zweite Stadion erhielt den Namen Grandstand und hat eine Kapazität von 5.000 Zuschauern.
1995 wurde das Gelände erweitert. Neben dem alten Louis Armstrong Stadium wurde ein neuer Centre Court gebaut. Mit dem Arthur Ashe Stadium (Kapazität: 22.547 Zuschauer) besitzt das National Tennis Center das größte Tennisstadion der Welt. Das alte Stadion wurde renoviert und auf eine Kapazität von 10.000 Zuschauern verkleinert. Es wird jetzt als Court 1 benutzt.
Am 16. August 2013 veröffentlichte die USTA Pläne, die den Bau zweier neuer Stadien und eine Dachkonstruktion für das Arthur Ashe Stadium vorsehen. Diese Umbaumaßnahmen, die ein Volumen von 550 Millionen US-Dollar hatten, wurden 2018 abgeschlossen.